# Schlacht an den Pontes longi
Die Schlacht an den „Langen Brücken“ (lat. pontes longi) im Spätsommer oder Frühherbst 15 n. Chr. im Münsterland war ein dreitägiges Defilee- oder Marschgefecht zwischen Germanen und Römern. Ein Stammesaufgebot unter Führung des Cheruskers Arminius versuchte, vier Legionen unter dem Kommando des Legaten Aulus Caecina Severus auf dem Rückweg in die Winterquartiere am Rhein aufzureiben. Die pontes longi waren Bohlenwege, die einen Sumpf überbrückten. Das Gefecht endete als Abwehrerfolg der Römer, die sich, wenn auch unter bedeutenden Verlusten, der Vernichtung entziehen und das Lager Vetera (Xanten am Rhein) erreichen konnten. Die Schlacht ist Teil der Germanicus-Feldzüge (14 bis 16 n. Chr.). Überliefert ist sie bei Tacitus. Die genaue Lage des Kampfareals ist unbekannt.

## Vorgeschichte und Anmarsch
Als Reaktion auf die vernichtende Niederlage in der Varusschlacht 9 n. Chr. im Teutoburger Wald führte der römische Feldherr Germanicus große Heere ins rechtsrheinische Germanien. Der Schlacht an den pontes longi gingen eine römische Flottenlandung im Frühsommer 15 n. Chr. in der Emsmündungsregion, ein anschließender flächiger Verwüstungskrieg gegen den Stamm der Brukterer im Gebiet der oberen Ems, ein Besuch des Varusschlachtfelds sowie die von der Forschung so genannte Schlacht an der Weser im Hoch- oder Spätsommer voraus. Bei dieser Schlacht konnten die von Arminius geführten Germanen einen Achtungserfolg erringen, die Römer behaupteten jedoch den Kampfplatz; Tacitus spricht von einem unentschiedenen Gefecht.
Nach der Schlacht an der Weser ordnete Germanicus die Rückkehr in die Winterquartiere am Rhein an. Die erste Etappe führte zur Ems. Dort teilte sich das Heer: Vier Legionen unter Germanicus marschierten zur Emsmündung, um ihre Schiffe für die Rückfahrt zu besteigen. Die Reiterei wählte eine Route durch die heutigen Niederlande. Vier weitere Legionen unter dem Kommando von Caecina schlugen den direkten Weg zum Lager Vetera ein. Inklusive Hilfstruppen (Leichtbewaffnete, Fernkämpfer etc.) und zivilem Personal (Maultiertreiber, sonstige Bedienstete) kommandierte Caecina 30–35.000 Mann.
Beim Abmarsch von der Ems ermahnte Germanicus Caecina, die pontes longi rasch zu überqueren. Offenbar rechnete man mit germanischen Aktionen, hoffte aber, ihnen durch Schnelligkeit zu entgehen. Dies misslang. Als die Römer eintrafen, hatten die Germanen bereits Positionen in der Umgebung der pontes longi eingenommen.

## Die pontes longi
Die „langen Brücken“ waren eine Abfolge von Bohlenwegen. Solche Wege waren bis zu drei Meter breite Holzstege, die über Moore gelegt wurden. Es sind zahlreiche Anlagen aus germanischer Zeit vor allem in Norddeutschland bekannt. Die rekonstruierbaren Längen reichen von einigen hundert Metern bis zu fünf Kilometern, selten mehr. Die Wege mussten ständig gewartet und ausgebessert werden, dennoch waren sie nach 20 bis 30 Jahren nicht mehr zu gebrauchen und mussten neu aufgebaut werden.
Die Stege waren äußerst tragfähig. Im Jahr 1476 passierten 700 beladene Wagen, 15 Kanonen und zahlreiche Fußgänger einen 2,5 Meter breiten Bohlenweg nahe Oldenburg. Römische Heere konnten intakte Wege in der Regel problemlos nutzen.
Auch die Römer errichteten in Germanien Moorbrücken. Diese Konstruktionen lagen im Gegensatz zu den germanischen nicht auf der Oberfläche auf, sondern waren mit Pfählen im Untergrund verankert. Die Bauformen variierten, auch dammartige Unterkonstruktionen (vor allem an den Bohlenwegenden im Übergangsbereich zum Morast) sind bekannt.
Die pontes longi hatte Lucius Domitius Ahenobarbus kurz vor der Zeitenwende anlegen lassen.

## Landschaftliche Situation
Die Landschaft des Kampfareals schildert Tacitus nur knapp. Der Bohlenweg führte über „entsetzliche Sümpfe, alles andere war durch schlammigen, zähen, schweren Morast oder durch Bäche unsicher. Ringsum lagen allmählich ansteigende Wälder.“
Die pontes longi überbrückten demnach nur die eigentlichen Sümpfe, nicht die angrenzenden Moraste. Dies steht in Übereinstimmung zu dem, was allgemein zu Bohlenwegen bekannt ist. Die Waldanhöhen schlossen das Gelände keinesfalls ringförmig ein; in diesem Fall hätte der Weg nicht durch den Sumpf geführt, sondern entlang der Höhen. Denkbar wären ein Sumpf- und Morastareal mit unregelmäßigen Höhenzügen in der Umgebung oder eine morastige Talniederung, die zur Mitte hin immer bodenloser wurde.

## Schlachtverlauf

### Erster Schlachttag
Die Germanen ließen die Römer den Morast betreten und bis zu den pontes longi vorrücken. Der Bohlenweg hatte seit der Varusniederlage sechs Jahre zuvor nicht mehr gewartet werden können und musste vor der Benutzung instand gesetzt werden. Caecina ordnete die Arbeiten an und ließ zugleich ein Lager errichten.
Die Germanen störten die Baumaßnahmen. Dabei verschaffte ihnen das morastige Gelände Vorteile. Die Fertigstellung von Weg und Lager konnten die Krieger allerdings nicht unterbinden. In der Nacht leiteten sie Bäche von den Anhöhen in die Niederung hinab. Die Römer hatten alle Hände voll zu tun, den Bohlenweg und die Palisaden des Lagers nicht unterspülen zu lassen. Eine unmittelbare taktische Bedeutung hatte die Episode nicht, sie trug jedoch zum Kräfteverschleiß der Legionäre bei.

### Zweiter Schlachttag
Am Morgen des zweiten Tages formierten die Römer ein agmen quadratum, einen „viereckigen Heerzug“. Die 5. und 21. Legion bildeten die Flanken, die 1. die Frontseite, die 20. sicherte nach hinten. In der Mitte sollten sich der Tross, die Verwundeten und der Heeresstab bewegen.
Keinesfalls wurde diese Formation auf dem höchstens drei Meter breiten Bohlenweg eingenommen. Offenbar hatten die Römer die notdürftig reparierten pontes longi in der Nacht unbehelligt überquert und machten sich nun für die militärisch riskante Passage des angrenzenden Morasts bereit.
Jenseits des Morasts lag eine freie und feste Ebene. Sie war von den Germanen nicht besetzt. Die Soldaten der 5. und 21. Legion erkannten ihre Chance, ohne Blutzoll sicheres Terrain zu erreichen. Befehlswidrig eilten sie bereits bei Tagesanbruch „aus Furcht oder Trotz“ nach vorn und besetzten die Ebene. Damit waren die Flanken des Heerzugs ungeschützt.
Arminius wartete den richtigen Moment ab und ließ die Germanen vorstürmen; an der Spitze ausgewählter Krieger brach er in den Heereszug ein. Die 1. Legion konnte den Stab vor einer Umzingelung bewahren, der Tross wurde jedoch geplündert. Erst gegen Abend konnten sich die Römer auf die feste Ebene retten und zu den vorausgeeilten Legionen aufschließen. Obwohl zahlreiches Schanzgerät in germanische Hände gefallen war, wurde ein Lager errichtet.

### Dritter Schlachttag
In der Nacht empfahl Arminius, die Römer am nächsten Tag aus dem Lager abziehen zu lassen und auf ihrem weiteren Weg aufzureiben. Die Fürsten, allen voran Arminius‘ Onkel Inguiomer, bestanden jedoch darauf, das Lager anzugreifen. Sie setzten sich durch. Darauf allerdings hatte Caecina gehofft. Er ließ eine improvisierte Kampfreiterei zusammenstellen (die reguläre Kavallerie hatte, wie oben angemerkt, den Weg durch die Niederlande an den Rhein genommen und stand nicht zur Verfügung). Als die Germanen am Morgen vor die Palisaden rückten, ließ Caecina die Reiter und Legionäre an allen Seiten ausfallen und Teile der Krieger umfassen. Auf dem festen Gelände waren römische Waffen und Kampfesweise im Vorteil. Am Abend waren die Germanen geschlagen, danach waren die Stämme zu offensiven Aktionen nicht mehr in der Lage. Der restliche Weg an den Rhein hielt keine militärischen Herausforderungen mehr für die Legionen bereit.

## Folgen der Schlacht
Wenn man den Schlachterfolg an der Zielerreichung festmacht, dann hatten die Römer gewonnen. Ihre Verluste an Menschen und vor allem an Material müssen allerdings gravierend gewesen sein. Ein Totalverlust von vier Legionen hätte die Katastrophe im Teutoburger Wald sechs Jahre zuvor in den Schatten gestellt und die Versuche von Germanicus, das rechtsrheinische Germanien wieder unter die Oberhoheit des Imperiums zu zwingen, sofort beendet. Die Germanen hatten die Chance verpasst, den Krieg zu einem raschen Abschluss zu bringen. So konnte sich Germanicus gegen Kaiser Tiberius durchsetzen und im nächsten Jahr einen neuen Anlauf nehmen. Tiberius hatte bereits zuvor auf ein Ende der militärischen Bemühungen gedrängt, doch der frisch inthronisierte Imperator konnte sich (noch) nicht über die anderslautenden Verfügungen des 14 n. Chr. verstorbenen Augustus hinwegsetzen.
Die Schlacht an den pontes longi hatte den Römern gezeigt, wie verletzlich sie trotz aller Vorbereitungen noch immer waren. Im nächsten Jahr transportierte Germanicus das komplette Heer per Schiff zur Emsmündung. Einen Überfall auf einen über Land zurückkehrenden Heeresteil sollte es nicht mehr geben.
Die Verluste auf germanischer Seite sind nicht abzuschätzen. Sie trafen die Kriegerstreitmacht jedoch nicht in ihrer Substanz, denn im nächsten Jahr waren die Stämme in der Lage, ein großes Koalitionsaufgebot in die Schlacht bei Idistaviso zu führen. Dort sollte Arminius als Anführer klar hervorstechen; möglicherweise hatte die fatale Fehleinschätzung der Fürsten an den pontes longi das Machtgefüge zugunsten des Cheruskers verschoben.

## Verortungsversuche
Eine gesicherte Verortung der Schlacht lediglich auf Basis der Überlieferung ist nicht möglich. Klarheit könnten nur eindeutige archäologische Funde bringen. Vor allem im 19. Jahrhundert stand so gut wie jeder neu entdeckte germanische Bohlenweg im Verdacht, den Ort des Kampfes zu markieren. Auch Regionen östlich der Ems standen zur Diskussion, obwohl die taciteische Überlieferung dem entgegensteht. Im Folgenden seien einige Vorschlägen aufgeführt (chronologisch nach Veröffentlichungsjahr):
- Merveldter Hof (Baumberge) (1834)[22]
- Bourtanger Moor (1857/1888)[23]
- Herzlake (1885)[24]
- Aschener Moor (1927)[25]
- Sumpfgebiet im Osten von Borken (1963)[26]
- Moorgebiete südlich der Grafschaft Bentheim (1966)[27]
- Wiedenbrück (1988)[28]
- Fundregion Kalkriese und Hunteburg (um 2000)[29]
- Niederung der Steinfurter Aa zwischen Steinfurt und Horstmar (2024)[30]